# Distrikt Juan Espinoza Medrano
Der Distrikt Juan Espinoza Medrano liegt in der Provinz Antabamba in der Region Apurímac in Südzentral-Peru. Der Distrikt wurde am 12. Dezember 1942 gegründet. Benannt wurde er nach Juan de Espinoza Medrano (um 1629–1688), ein peruanischer Schriftsteller.
Der Distrikt besitzt eine Fläche von 632 km². Beim Zensus 2017 wurden 1788 Einwohner gezählt. Im Jahr 1993 lag die Einwohnerzahl bei 2147, im Jahr 2007 bei 1975. Die Distriktverwaltung befindet sich in der 3229 m hoch gelegenen Ortschaft Mollebamba mit 666 Einwohnern (Stand 2017). Mollebamba liegt 8 km südsüdwestlich der Provinzhauptstadt Antabamba.

## Geographische Lage
Der Distrikt Juan Espinoza Medrano liegt im Andenhochland im Südwesten der Provinz Antabamba. Die Längsausdehnung in NNW-SSO-Richtung beträgt 44 km, die maximale Breite etwa 23 km. Der Distrikt erstreckt sich über weite Teile des Einzugsgebietes des Río Mollebamba, ein linker Nebenfluss des Río Pachachaca (auch Río Ichuni und Río Antabamba). Lediglich dessen untere 5,5 Flusskilometer mit dem linken Zufluss Quebrada Huancaspaco liegen in den nördlich angrenzenden Distrikten Sabaino und Huaquirca. Im Süden reicht der Distrikt Juan Espinoza Medrano bis zur Cordillera Huanzo.
Der Distrikt Juan Espinoza Medrano grenzt im Westen an den Distrikt Cotaruse, im Nordwesten an den Distrikt Caraybamba (beide zuvor genannten Distrikte befinden sich in der Provinz Aymaraes), im Norden an die Distrikte Sabaino und Huaquirca, im Osten an den Distrikt Antabamba, im Südosten an den Distrikt Huaynacotas (Provinz La Unión) sowie im Südwesten an den Distrikt Coronel Castañeda (Provinz Parinacochas).

## Ortschaften
Im Distrikt gibt es neben dem Hauptort Mollebamba folgende größere Ortschaften:
- Calcauso (360 Einwohner)
- Silco (276 Einwohner)
- Vito (297 Einwohner)